# Jacoby Shaddix
Jacoby Dakota Shaddix, född 28 juli 1976 i Mariposa i Kalifornien, är sångare i det amerikanska rockbandet Papa Roach.
Shaddix gick i skolan på Vacaville High School i Vacaville, Kalifornien. Han har två söner, Makaile Cielo Shaddix, född 24 mars 2002 och Jagger Shaddix, född 13 december 2004.
Under 2008 var han med i Mötley Crües musikvideo för Saints of Los Angeles, där han sjunger med lite i refrängen.
Han är även programledare för tv-programmet Scarred.
Shaddix har många tatueringar, en av dem är ett skript som säger: "Here lies Jacoby Dakota Shaddix" och i slutet av texten står det "Born with nothing, Die with everything." På hans nacke har han tatuerat in det japanska tecknet för "love". Han har även tatueringar på båda sina händer. Hans högra hand har inskriptionen "love" och hans vänstra "hate." I stort sett tatueringar över hela kroppen.

## Diskografi
Studioalbum med Papa Roach
- Old Friends from Young Years (1997)
- Infest (2000)
- Lovehatetragedy (2002)
- Getting Away with Murder (2004)
- The Paramour Sessions (2006)
- Metamorphosis (2009)
- Time for Annihilation (2010)
- The Connection (2012)
- F.E.A.R. (2015)
- Crooked Teeth (2017)
- Who Do You Trust? (2019)

Studioalbum med Fight the Sky
Seven Deadly Songs (outgivet; inspelat 2004)

## Filmografi
- Top of the Pops (2001)
- MTV Bash: Carson Daly (2003)
- Player$ (2003)
- Interaktiv (2004)
- Sarah Kuttner - Die Show (2004)
- The Late Late Show With Craig Kilborn (2004)
- Papa Roach: Live & Murderous In Chicago (2005)
- Scarred (2007)
- The Invited (2010)
- Hårdrockens historia (2012)
- At Hell's Door: Behind The Scenes At Hellfest (2013)
- Mulatschag (2013)
- Papa Roach: Live From Nokia (2013)